# Kosy (obwód odeski)
Kosy (ukr. Коси) – wieś na Ukrainie, w obwodzie odeskim, w rejonie podolskim, centrum administracyjne miejscowej rady wiejskiej.

## Geografia
Miejscowość leży nad rzeką Jahorłyk.

## Historia
Miejscowość utworzona w 1787. W XIX w. Kosy leżały w gminie (włości) Nestoita w powiecie bałckim guberni podolskiej Imperium Rosyjskiego. Wieś liczyła 85 domów, 444 mieszkańców. Należała do Jabłońskich, a potem do Sobańskiego. Była tu cerkiew Matki Bożej.